# Xã Blooming Prairie, Quận Divide, Bắc Dakota
Xã Blooming Prairie (tiếng Anh: Blooming Prairie Township) là một xã thuộc quận Divide, tiểu bang Bắc Dakota, Hoa Kỳ. Năm 2010, dân số của xã này là 50 người.